# James Callis
James Callis   (Londres, 4 de juny de 1971) és un actor anglès.

## Filmografia

### Pel·lícula
| Any  | Títol                             | Paper                       | Notes                                       |
| ---- | --------------------------------- | --------------------------- | ------------------------------------------- |
| 1997 | Weekend Bird                      | Mike                        | Pel·lícula de televisió                     |
| 1999 | Surety                            | Ben                         | Curt Pel·lícula; També director i productor |
| 2000 | Jason and the Argonauts           | Aspyrtes                    | Pel·lícula de televisió                     |
| 2000 | Arabian Nights                    | Prince Ahmed                | Pel·lícula de televisió                     |
| 2001 | Bridget Jones's Diary             | Tom                         |                                             |
| 2001 | Victoria & Albert                 | Ernest of Saxe-Coburg-Gotha | Pel·lícula de televisió                     |
| 2001 | Beginner's Luck                   | Mark Feinman                | També codirector, coproductor i escriptor   |
| 2004 | Bridget Jones: The Edge of Reason | Tom                         |                                             |
| 2004 | Dead Cool                         | Josh                        |                                             |
| 2006 | One Night with the King           | Haman, l'agagita            |                                             |
| 2007 | Battlestar Galactica: Razor       | Dr. Gaius Baltar            | Pel·lícula de televisió                     |
| 2009 | Merlin and the Book of Beasts     | Merlin                      | Pel·lícula de televisió                     |
| 2010 | Reuniting the Rubins              | Danny Rubins                |                                             |
| 2010 | Meet Pursuit Delange              | Pursuit                     | Curt film                                   |
| 2011 | 17th Precinct                     | John Bosson                 | Television film                             |
| 2013 | Austenland                        | Colonel Andrews             |                                             |
| 2013 | Believe                           | Man in Mac                  |                                             |
| 2016 | The Hollow                        | Vaughn Killinger            |                                             |
| 2016 | Bridget Jones's Baby              | Tom                         |                                             |
| 2017 | Once Upon a Date                  | Ed Holland                  | Pel·lícula de televisió                     |
| 2017 | House by the Lake                 | Scott                       |                                             |

### Televisió
| Any             | Títol                          | Paper                              | Notes                        |
| --------------- | ------------------------------ | ---------------------------------- | ---------------------------- |
| 1996            | Murder Most Horrid             | Mark                               | Episodi: "Confessar"         |
| 1996            | Soldier Soldier                | Maj Tim Forrester                  | 9 episodis                   |
| 1997            | A Dance to the Music of Time   | Gwinnett                           | 1 episodi                    |
| 1998            | Heat of the Sun                | Asst. Supt. Clive Lanyard          | 1 episodis                   |
| 1998            | The Ruth Rendell Mysteries     | Guy Curran                         | 3 epsodis                    |
| 1999            | Sex, Chips & Rock n' Roll      | The Wolf                           | Minisèrie                    |
| 1999            | The Scarlet Pimpernel          | Henri                              | 1 episodi                    |
| 2000            | Arabian Nights                 | Prince Ahmed                       | Minisèrie                    |
| 2000            | Jason and the Argonauts        | Apsirt                             | Minisèrie                    |
| 2001            | Som així                       | Sebastian                          | 1 episodi                    |
| 2002            | Relic Hunter                   | Raoul                              | 1 episodi                    |
| 2003            | Helen of Troy                  | Menalaus                           | Minisèrie                    |
| 2003            | Battlestar Galactica           | Dr. Gaius Baltar                   | Minisèrie                    |
| 2003            | Blue Dove                      | Dominic Pasco                      | Minisèrie                    |
| 2004–2010       | Battlestar Galactica           | Dr. Gaius Baltar                   | 73 episodis                  |
| 2008            | Late Show with David Letterman | Gaius Baltar / Presentador Top Ten | No acreditat                 |
| 2009            | Numbers                        | Mason Duryea                       | Episode: "Angels and Devils" |
| 2010            | FlashForward                   | Gabriel McDow                      | 4 episodis                   |
| 2010–2012       | Eureka                         | Dr. Trevor Grant                   | 10 episodis                  |
| 2011            | Merlin                         | Julius Borden                      | 4x04                         |
| 2011            | 17th Precinct                  | Jeff Bosson                        | Pilot de TV                  |
| 2012            | Midsomer Murders               | Toby & Julian DeQuetteville        | 1 episodi                    |
| 2012            | DCI Banks                      | Owen Pierce                        | 2 episodis                   |
| 2013            | Arrow                          | The Dodger                         | 1 episodi                    |
| 2013            | Key & Peele                    | Shakespeare                        | 3x08                         |
| 2013–2014       | CSI: Crime Scene Investigation | John Merchiston                    | 3 episodis                   |
| 2014–2016       | The Musketeers                 | Emile Bonnaire                     | 2 episodis                   |
| 2015            | A.D. The Bible Continues       | Herod Antipas                      | Minisèrie                    |
| 2015            | Gallipoli                      | Ellis Ashmead-Bartlett             | Minisèrie                    |
| 2015            | Rick and Morty                 | Pat Gueterman (veu)                | 1 episodi                    |
| 2017–2021       | Castlevania                    | Adrian Tepes/ Alucard (veu)        | 27 episodis                  |
| 2017            | 12 Monkeys                     | Athan / The Witness                |                              |
| 2019–en progrés | Blood & Treasure               | Simon Hardwick / Karim Farouk      |                              |